# Fusarium mariecurieae
Fusarium mariecurieae (лат.) — вид грибов-аскомицетов, относящийся к роду фузариум (Fusarium) семейства нектриевые (Nectriaceae).

## Этимология
Вид F. mariecurieae был назван в честь Марии Склодовской-Кюри (1867—1934), знаменитого физика и химика, известного своими новаторскими исследованиями в области радиоактивности. Авторы также выбрали это название, поскольку данное исследование было поддержано грантом Marie Skłodowska-Curie Actions (MSCA) (номер 101008129), акроним проекта «Микобиомика».

## Описание
Конидиеносцы на воздушном мицелии, 13—106 мкм высотой, неразветвлённые, симподиальные или неравномерно разветвлённые, несущие терминальные или боковые фиалиды, часто редуцированные до одиночных фиалид; воздушные фиалиды моно- и полифиалидные, субулатные до субцилиндрических, разрастающиеся перкуррентно, гладко- и тонкостенные, 3,5—28,5 × 1,5—4 мкм, с незаметным утолщением; воздушные конидии эллипсоидные, фузиформные, слегка аллантоидные до серповидных, тонкие, изогнутые дорсовентрально и более выраженные на апикальной половине, сужающиеся к обоим концам, с тупой до конической и прямой до слегка изогнутой апикальной ячейкой. Спородохии персиковые до бледно-соломенных, обильно образуются на листьях гвоздики. Спородохиальный конидиофор густо и нерегулярно разветвлён, несёт апикальные ветви из 2—3 фиалид; спородохиальные фиалиды монофиалидные, субулатные до субцилиндрических, 6—22 × 2—4 мкм.

## Таксономия
Вид был впервые описан в 2025 году под названием Fusarium mariecurieae Dewing, Visagie & Yilmaz, 2025 по типовым материалам, собранным в Южной Африке в Восточно-Капской провинции. Fusarium mariecurieae относится к кладе Incarnatum и наиболее схож с кладой, содержащей следующие виды: F. caatingaense (Santos et al. 2019), F. citrullicola (Khuna et al. 2022), F. irregulare (Wang et al. 2019), F. luffae (Wang et al. 2019), F. mianyagense (Han et al. 2023) , F. multiceps (Xia et al. 2019), F. pernambucanum (Santos et al. 2019) и F. sulawesiense (Maryani et al. 2019).

## Рост в лабораторных условиях
Колонии на картофельно-декстрозном агар-агаре (PDA), инкубированные при 25 °С в темноте, со средней скоростью радиального роста 5-9 мм/сут, занимали всю 90-миллиметровую чашку Петри за 7 дней; поверхность белая, плоская, войлочная или бархатистая в центре, флоксовидная к краям, лучистая, с обильным воздушным мицелием, край неровный, нитевидный. Запах отсутствует. Реверс желтовато-белый. Диффузные пигменты отсутствуют.